# Justin Murisier
Justin Murisier (ur. 8 stycznia 1992 w Vollèges) – szwajcarski narciarz alpejski, trzykrotny medalista mistrzostw świata juniorów.

## Kariera
Po raz pierwszy na arenie międzynarodowej Justin Murisier pojawił się 22 listopada 2007 roku w Zinal, gdzie w zawodach FIS Race w slalomie został zdyskwalifikowany w pierwszym przejeździe. W 2009 roku zwyciężył w tej konkurencji podczas olimpijskiego festiwalu młodzieży Europy w Szczyrku. W 2010 roku wystartował na mistrzostwach świata juniorów w Mont Blanc, zajmując między innymi ósme miejsce w supergigancie i dziewiąte w slalomie gigancie. Podczas rozgrywanych rok później mistrzostw świata juniorów w Crans-Montana wywalczył srebrne medale w slalomie i kombinacji oraz brązowy w supergigancie. W dwóch pierwszych konkurencjach uległ tylko swemu rodakowi, Reto Schmidigerowi. W supergigancie wyprzedzili go natomiast Słoweniec Boštjan Kline oraz Austriak Frederic Berthold.
W zawodach Pucharu Świata zadebiutował 10 stycznia 2010 roku w Adelboden, gdzie nie zakwalifikował się do drugiego przejazdu w slalomie. Pierwsze pucharowe punkty wywalczył jedenaście miesięcy później, 12 grudnia 2010 roku w Val d’Isère, zajmując ósme miejsce w tej samej konkurencji. Na podium zawodów tego cyklu pierwszy raz stanął 20 grudnia 2020 roku w Alta Badia, kończąc rywalizację w gigancie na trzeciej pozycji. Wyprzedzili go tylko Francuz Alexis Pinturault i Atle Lie McGrath z Norwegii.
W 2011 roku wystąpił na mistrzostwach świata w Garmisch-Partenkirchen, gdzie był trzynasty w gigancie, a w slalomie zajął 25. miejsce. Na rozgrywanych cztery lata później mistrzostwach świata w Vail/Beaver Creek był trzynasty w slalomie oraz trzydziesty w gigancie. W międzyczasie brał także udział w igrzyskach olimpijskich w Soczi, gdzie nie ukończył rywalizacji w slalomie. W 2017 roku zajął szóste miejsce w superkombinacji i ósme w gigancie podczas mistrzostw świata w Sankt Moritz. Na rozgrywanych rok później igrzyskach w Pjongczangu wystąpił w obu tych konkurencjach, jednak nie ukończył rywalizacji.

## Osiągnięcia

### Igrzyska olimpijskie
| Miejsce | Dzień     | Rok  | Miejscowość | Konkurencja     | Czas    | Strata | Zwycięzca       |
| ------- | --------- | ---- | ----------- | --------------- | ------- | ------ | --------------- |
| DNF2    | 22 lutego | 2014 | Soczi       | Slalom          | 1:41,84 | —      | Mario Matt      |
| DNF2    | 13 lutego | 2018 | Pjongczang  | Superkombinacja | 2:06,52 | -      | Marcel Hirscher |
| DNF1    | 18 lutego | 2018 | Pjongczang  | Gigant          | 2:18,04 | -      | Marcel Hirscher |
| 4.      | 10 lutego | 2022 | Pekin       | Superkombinacja | 2:31,43 | +0,86  | Johannes Strolz |
| DNF1    | 13 lutego | 2022 | Pekin       | Gigant          | 2:09,35 | -      | Marco Odermatt  |

### Mistrzostwa świata
| Miejsce | Dzień     | Rok  | Miejscowość        | Konkurencja          | Czas biegu | Strata | Zwycięzca            |
| ------- | --------- | ---- | ------------------ | -------------------- | ---------- | ------ | -------------------- |
| 13.     | 18 lutego | 2011 | Ga-Pa              | Gigant               | 2:10,56    | +1,34  | Ted Ligety           |
| 25.     | 20 lutego | 2011 | Ga-Pa              | Slalom               | 1:41,72    | +5,56  | Jean-Baptiste Grange |
| 30.     | 13 lutego | 2015 | Vail/Beaver Creek  | Gigant               | 2:34,16    | +4,79  | Ted Ligety           |
| 13.     | 15 lutego | 2015 | Vail/Beaver Creek  | Slalom               | 1:57,47    | +3,34  | Jean-Baptiste Grange |
| 6.      | 13 lutego | 2017 | Sankt Moritz       | Superkombinacja      | 2:26,33    | +0,49  | Luca Aerni           |
| 8.      | 17 lutego | 2017 | Sankt Moritz       | Gigant               | 2:13,31    | +0,99  | Marcel Hirscher      |
| 8.      | 15 lutego | 2021 | Cortina d’Ampezzo  | Superkombinacja      | 2:05,86    | +3,68  | Marco Schwarz        |
| DNQ     | 16 lutego | 2021 | Cortina d’Ampezzo  | Gigant równoległy    | -          | -      | Mathieu Faivre       |
| DNF1    | 19 lutego | 2021 | Cortina d’Ampezzo  | Gigant               | 2:05,86    | -      | Mathieu Faivre       |
| DNF2    | 7 lutego  | 2023 | Courchevel/Méribel | Kombinacja           | 1:53,31    | -      | Alexis Pinturault    |
| 12.     | 12 lutego | 2023 | Courchevel/Méribel | Zjazd                | 1:47,05    | +1,23  | Marco Odermatt       |
| 8.      | 9 lutego  | 2025 | Saalbach           | Zjazd                | 1:40,68    | +1,29  | Franjo von Allmen    |
| DNF2    | 12 lutego | 2025 | Saalbach           | Kombinacja drużynowa | 2:42,38    | -      | Szwajcaria 1         |

### Mistrzostwa świata juniorów
| Miejsce | Dzień       | Rok  | Miejscowość       | Konkurencja | Czas biegu | Strata | Zwycięzca         |
| ------- | ----------- | ---- | ----------------- | ----------- | ---------- | ------ | ----------------- |
| 9.      | 31 stycznia | 2010 | Region Mont Blanc | Gigant      | 2:17,55    | +1,24  | Mathieu Faivre    |
| 8.      | 1 lutego    | 2010 | Region Mont Blanc | Supergigant | 1:29,71    | +1,19  | Maxence Muzaton   |
| DSQ1    | 2 lutego    | 2010 | Region Mont Blanc | Slalom      | 1:30,97    | –      | Reto Schmidiger   |
| 27.     | 4 lutego    | 2010 | Region Mont Blanc | Zjazd       | 1:19,32    | +1,42  | Mattia Casse      |
| 7.      | 30 stycznia | 2011 | Crans-Montana     | Gigant      | 2:19,62    | +1,91  | Alexis Pinturault |
| 2.      | 31 stycznia | 2011 | Crans-Montana     | Slalom      | 1:28,54    | +1,54  | Reto Schmidiger   |
| 28.     | 3 lutego    | 2011 | Crans-Montana     | Zjazd       | 1:37,34    | +2,50  | Boštjan Kline     |
| 2.      | 3 lutego    | 2011 | Crans-Montana     | Kombinacja  | ?          | ?      | Reto Schmidiger   |
| 3.      | 4 lutego    | 2011 | Crans-Montana     | Supergigant | 1:22,44    | +0,76  | Boštjan Kline     |

### Puchar Świata

#### Miejsca w klasyfikacji generalnej
- sezon 2010/2011: 85
- sezon 2013/2014: 100
- sezon 2014/2015: 96.
- sezon 2015/2016: 46.
- sezon 2016/2017: 36.
- sezon 2017/2018: 30.
- sezon 2019/2020: 52.
- sezon 2020/2021: 26.
- sezon 2021/2022: 17.
- sezon 2022/2023: 26.
- sezon 2023/2024: 20.
- sezon 2024/2025: 17.

#### Miejsca na podium w zawodach
1. Alta Badia – 20 grudnia 2020 (gigant) – 3. miejsce
2. Beaver Creek – 6 grudnia 2024 (zjazd) – 1. miejsce